# Andy van der Meyde
Andy van der Meijde, més conegut com a van der Meyde (Arnhem, Gelderland, 30 de setembre de 1979) és un exfutbolista professional neerlandès que jugava com a migcampista.
Després de fer-se un nom a l'AFC Ajax, va jugar amb l'Inter de Milà i l'Everton FC, tot i que el seu pas per aquest últim club es va truncar a causa de diversos problemes, tant dins com fora del terreny de joc.
Fou internacional amb la selecció neerlandesa a començaments dels 2000, i va participar amb la seva selecció a l'Euro 2004.

## Carrera de club

### Ajax
Van der Meyde va signar amb l'AFC Ajax com a juvenil, i va debutar amb el primer equip tot just a 18 anys, en un partit que acabà en victòria per 1–0 contra l'FC Twente el 12 de novembre de 1997. El 1999, per tal de guanyar experiència, fou cedit al Twente per una temporada, i hi fou titular indiscutible, amb un equip que acabà sisè a la temporada 1999–2000 de l'Eredivisie.
La temporada 2001–02 Van der Meyde es va consolidar com a titular a l'Ajax. Després d'un començament turbulent, Ronald Koeman fou fitxat com a entrenador, i el jugador va esdevenir part important en la reconstrucció de l'equip, ocupant la posició d'interior dret. La temporada va acabar en un gran èxit, ja que els d'Amsterdam van guanyar el doblet, i Van der Meyde va acabar amb cinc gols marcats en lliga.
La termporada 2002–03 Van der Meyde – jugant al costat de jugadors com Mido, Zlatan Ibrahimović, Rafael van der Vaart, Wesley Sneijder, Steven Pienaar i Cristian Chivu – va fer el màxim de gols en la seva carrera, 11, ajudant l'Ajax a assolir els quarts de final de la Lliga de Campions de la UEFA, tot marcant en un crucial 1–1 a fora contra l'AS Roma que va permetre la classificació de l'equip per a la fase d'eliminatòries de la competició.

### Internazionale
L'any 2003 Van der Meyde, que llavors tenia 23 anys, fou adquirit per l'Inter de Milà per 4 milions de lliures. De tota manera, va jugar només 14 partits a la Serie A la temporada 2003–04, i pocs més la seva segona temporada a Itàlia, la 2004–05.
Van der Meyde va marcar un gol espectacular contra l'Arsenal FC el 17 de setembre de 2003, a la fase de grups de la Champions League, en una victòria a fora per 3–0 a Highbury, tot i que l'Internazionale van ser finalment eliminat en la fase de grups.

### Everton
Després de deixar l'Inter, es va especular amb el retorn de Van der Meyde a l'Ajax, malgrat l'interès de l'AS Monaco FC i del Tottenham Hotspur FC. Malgrat tot, el 31 d'agost de 2005, va signar amb un altre club de la Premier League, l'Everton FC, per 2 milions de lliures; el 25 de març de 2006, a seu primer derbi de Merseyside contra el Liverpool FC, va veure la targeta vermella per una acció contra Xabi Alonso, en una derrota fora de casa per 1–3.

L'estiu de 2006, Van der Meyde fou un altre cop el centre de diverses especulacions sobre el seu futur, ja que no s'havia adaptat a l'Everton, i hi havia jugat només deu partits la temporada 2005–06, a causa d'una combinació de lesions i de rumors d'alcoholisme. Ell va negar fermament totes les acusacions i va refermar el seu compromís al juny de 2006, dient:
"Em vull quedar, estic desesperat per romandre aquí. M'encanta ser aquí. Estic content a Anglaterra i vull demostrar a tothom que realment puc jugar a futbol. Si tinc l'oportunitat la temporada que ve, ho faré."
Van der Meyde ingressà en un hospital la matinada del 7 d'agost de 2006, amb problemes respiratoris. Es va dir que havia pres una beguda barrejada amb drogues mentre s'estava en un bar a Liverpool. Va ser multat per l'Everton per trencament de la disciplina interna, i seguidament, en una setmana horrible, casa seva va ser robada durant un partit amistós contra l'Athletic Club cinc dies més tard: els seus Ferrari, Mini Cooper, i el seu gos foren robats. Els cotxes i el gos es varen trobar posteriorment, tot i que el Ferrari tenia el parabrisa aixafat. El març de 2007, el jugador va acusar l'entrenador David Moyes de dir mentides manifestes pel que fa al seu estat de forma, però es va disculpar després.
El juliol de 2007, Van der Meyde va jugar un total de 90 minuts a Coleraine, Irlanda del Nord. En sens dubte la seva millor pretemporada al club, va arribar a completar diversos partits amistosos en un intent de guanyar-se un lloc a l'equip per la temporada 20070-08. No obstant això, va generar més dubtes sobre el seu futur a l'Everton en faltar a una sessió d'entrenament programada.
El 17 d'agost de 2007, Van der Meyde fou suspès per trencar la disciplina del club, en no anar a un entrenament, i va ser multat amb el salari de dues setmanes per a un total de 50,000 lliures. El jugador va apel·lar a la "comprensió del club i els seguidors", a causa de la situació personal que estava passant, ja que la seva filla de cinc mesos Dolce no havia pogut sortir de l'hospital des del seu naixement, per malaltia; Després d'això, no va tornar a jugar un partit amb el primer equip durant un any, i fou relegat al segon equip.
El 7 de desembre de 2008 Van der Meyde va retornar al primer equip, jugant cinc minuts substituint un lesionat, en una derrota per 2–3 a casa contra l'Aston Villa FC. El mes següent, entrà com a substitut en un partit de la FA Cup contra elLiverpool, i va fer l'assistència pel gol de Dan Gosling que va donar la victòria al minut 118; finalment, fou descartat per l'Everton el juny de 2009, quan va acabar el seu contracte.

### Darrers anys
Van der Meyde va estar sis mesos sense equip, fins que va signar un contracte de curta durada amb el PSV Eindhoven el març de 2010. El 23 d'abril va debutar pel seu nou club en una victòria per 3–0 en partit amistós contra el VVV-Venlo, però no va arribar a debutar en competició oficial.
A finals de febrer de 2011, Van der Meyde es va retirar del futbol professional, als 31 anys. De tota manera, el desembre, va retornar a l'acció i va fitxar pels amateurs WKE d'Emmen de la Topklasse, fins a final de temporada.

## Carrera internacional

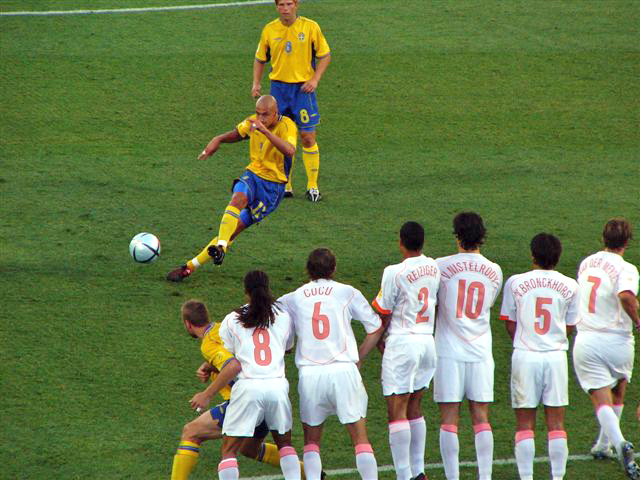
Van der Meyde (amb el núm.7) a la barrera neerlandesa, davant un cop franc contra a l'Euro 2004.

El 19 de maig de 2002, Van der Meyde va debutar amb la selecció neerlandesa entrenats per Dick Advocaat contra els Estats Units, i va marcar un gol, en una victòria per 2–0. L'estiu de 2004, va ajudar la selecció a arribar a les semifinals de l'Eurocopa 2004, jugant en quatre partits – tots com a titular – i assistint Ruud van Nistelrooy en un empat 1–1 a la fase de grups contra Alemanya, però no va participar en el darrer partit contra Portugal.
Després d'aquell torneig, i després que Marco van Basten prengués les regnes de l'equip nacional, i amb l'emergència de nous talents com ara Arjen Robben, Robin van Persie i Rafael van der Vaart, Van der Meyde no va tornar a ser convocat, acabant la seva carrera amb 17 internacionalitats.

### Gols com a internacional
| #  | Data         | Lloc       | Oponent      | Marcador | Resultat | Competició     |
| -- | ------------ | ---------- | ------------ | -------- | -------- | -------------- |
| 1. | 19 maig 2002 | CMGI Field | Estats Units | 1–0      | 2–0      | Partit amistós |

## Estadístiques

### Club
| Estadístiques de Club | Estadístiques de Club | Estadístiques de Club | Lliga   | Lliga | Copa         | Copa         | Copa de la Lliga | Copa de la Lliga | Continental | Continental | Total   | Total |
| Temporada             | Club                  | Lliga                 | Partits | Gols  | Partits      | Gols         | Partits          | Gols             | Partits     | Gols        | Partits | Gols  |
| Països Baixos         | Països Baixos         | Països Baixos         | Lliga   | Lliga | KNVB Cup     | KNVB Cup     | Copa de la Lliga | Copa de la Lliga | Europa      | Europa      | Total   | Total |
| --------------------- | --------------------- | --------------------- | ------- | ----- | ------------ | ------------ | ---------------- | ---------------- | ----------- | ----------- | ------- | ----- |
| 1997/98               | AFC Ajax              | Eredivisie            | 4       | 0     |              |              |                  |                  |             |             |         |       |
| 1998/99               | AFC Ajax              | Eredivisie            | 1       | 0     |              |              |                  |                  |             |             |         |       |
| 1999/00               | FC Twente             | Eredivisie            | 32      | 2     |              |              |                  |                  |             |             |         |       |
| 2000/01               | AFC Ajax              | Eredivisie            | 27      | 2     |              |              |                  |                  |             |             |         |       |
| 2001/02               | AFC Ajax              | Eredivisie            | 30      | 5     |              |              |                  |                  |             |             |         |       |
| 2002/03               | AFC Ajax              | Eredivisie            | 28      | 11    |              |              |                  |                  |             |             |         |       |
| Itàlia                | Itàlia                | Itàlia                | Lliga   | Lliga | Coppa Italia | Coppa Italia | Copa de la Lliga | Copa de la Lliga | Europa      | Europa      | Total   | Total |
| 2003/04               | Inter de Milà         | Serie A               | 14      | 1     |              |              |                  |                  |             |             |         |       |
| 2004/05               | Inter de Milà         | Serie A               | 18      | 0     |              |              |                  |                  |             |             |         |       |
| Anglaterra            | Anglaterra            | Anglaterra            | Lliga   | Lliga | FA Cup       | FA Cup       | League Cup       | League Cup       | Europa      | Europa      | Total   | Total |
| 2005/06               | Everton FC            | Premier League        | 10      | 0     |              |              |                  |                  |             |             |         |       |
| 2006/07               | Everton FC            | Premier League        | 8       | 0     |              |              |                  |                  |             |             |         |       |
| 2007/08               | Everton FC            | Premier League        | 0       | 0     |              |              |                  |                  |             |             |         |       |
| 2008/09               | Everton FC            | Premier League        | 2       | 0     |              |              |                  |                  |             |             |         |       |
| Països Baixos         | Països Baixos         | Països Baixos         | Lliga   | Lliga | KNVB Cup     | KNVB Cup     | Copa de la Lliga | Copa de la Lliga | Europa      | Europa      | Total   | Total |
| 2009/10               | PSV                   | Eredivisie            | 0       | 0     |              |              |                  |                  |             |             |         |       |
| 2011/12               | WKE                   | Topklasse             | 6       | 0     |              |              |                  |                  |             |             |         |       |
| Country               | Netherlands           | Netherlands           | 128     | 20    |              |              |                  |                  |             |             |         |       |
| Country               | Italy                 | Italy                 | 32      | 1     |              |              |                  |                  |             |             |         |       |
| Country               | England               | England               | 20      | 0     |              |              |                  |                  |             |             |         |       |
| Total                 | Total                 | Total                 | 180     | 21    |              |              |                  |                  |             |             |         |       |

### Internacional
| Països Baixos | Països Baixos | Països Baixos |
| Any           | Partits       | Gols          |
| ------------- | ------------- | ------------- |
| 2002          | 3             | 1             |
| 2003          | 5             | 0             |
| 2004          | 9             | 0             |
| Total         | 17            | 1             |

## Palmarès
Ajax
- Eredivisie: 1997–98, 2001–02
- KNVB Cup: 1997–98, 1998–99, 2001–02
- Johan Cruijff Shield: 2002; Finalista 1998, 1999

Inter
- Coppa Italia: 2004–05
- Supercoppa Italiana: 2005